# پائولو رتره
پائولو رتره (انگلیسی: Paulo Retre؛ زادهٔ ۴ مارس ۱۹۹۳) بازیکن فوتبال اهل استرالیا است.
از باشگاه‌هایی که در آن بازی کرده‌است می‌توان به باشگاه فوتبال ملبورن سیتی اشاره کرد.
وی همچنین در تیم ملی فوتبال Australia U-20 بازی کرده‌است.